# Karate kutya
A Karate kutya (eredeti címén The Karate Dog) egész estés német–amerikai televíziós film, amelyet 2004-ben mutattak be a televízióban. A forgatókönyvet Steven Paul és Gregory Poppen írta, Bob Clark rendezte, a producere Frank Hübner és Steven Paul. A Screen Media forgalmazta. Először 2004. május 5-én debütált.

## Szereposztás
| Szereplő             | Színész            | Magyar hang         |
| -------------------- | ------------------ | ------------------- |
| Hamilton Cage        | Jon Voight         | Gruber Hugó         |
| Peter Fowler nyomozó | Simon Rex          | Viczián Ottó        |
| Ashley Wilkens       | Jaime Pressly      | Majsai-Nyilas Tünde |
| Chin Li              | Pat Morita         | Versényi László     |
| Gerber               | Thomas Kretschmann |                     |
| Cho-Cho ezredes      | Chevy Chase        | Rosta Sándor        |
| Edward Cage          | Ron Lester         | Besenczi Árpád      |
| Margaret Cage        | Bonnie Paul        | Spilák Klára        |